# Laccophilus obliquatus
Laccophilus obliquatus är en skalbaggsart som beskrevs av Régimbart 1889. Laccophilus obliquatus ingår i släktet Laccophilus och familjen dykare. Inga underarter finns listade i Catalogue of Life.